# Андел, Петер ван
Менко Виктор (Пек) ван Андел, известный также как Петер ван Андел — голландский ученый. Получил университетскую степень в области медицинских исследований в Гронингене, где вместе с всемирно известным офтальмологом Яном Ворстом (Jan Worst) разработал, среди прочего, искусственную роговицу для лечения слепоты.
В 2000 году получил Шнобелевскую премию по медицине за МРТ-сканы полового акта человека, опубликованные в British Medical Journal и фМРТ -сканы гортани поющего человека.
Был одним из первых исследователей серендипности — теории прозрений и
случайных открытий. Опубликовал влиятельную статью под названием «Анатомия непрошеных открытий» в Британском журнале философии науки . В 2015 году Ван Андел выступил на TEDx с докладом на эту тему..